# برانداوزينهو
برانداوزينهو (بالبرتغالية: Brandãozinho‏) مواليد 9 يونيو 1925 في البرازيل - الوفاة 4 أبريل 2000، كان لاعب كرة قدم برازيلي كان يلعب في مركز الدفاع. سبق له أن لعب في كأس العالم لكرة القدم مع منتخب بلاده في مونديال 1954.

## روابط خارجية
- برانداوزينهو على موقع الاتحاد الدولي (مؤرشف)  (الإنجليزية)
- برانداوزينهو على موقع ناشيونال فوتبول تيمز (الإنجليزية)
- برانداوزينهو على موقع عالم كرة القدم.نت (الإنجليزية)